# تشيري إليوت
تشيري إليوت (بالإنجليزية: Cheri Elliott)‏ هي دراجة أمريكية، ولدت في 17 أبريل 1970 في سيتروس هيايتس في الولايات المتحدة.

## وصلات خارجية
- تشيري إليوت على موقع أرشيف الدراجات (الإنجليزية)